# Inspekcja Jakości Handlowej Artykułów Rolno-Spożywczych
Inspekcja Jakości Handlowej Artykułów Rolno-Spożywczych (IJHARS) – państwowa inspekcja sprawująca nadzór nad jakością handlową artykułów rolno-spożywczych oraz kontrolą warunków ich składowania i transportu.
Siedzibą Inspekcji znajduje się w Warszawie, w biurowcu Nimbus Office przy Al. Jerozolimskich 98.

## Opis
Inspekcja Jakości Handlowej Artykułów Rolno-Spożywczych powstała na mocy ustawy z 21 grudnia 2000 o jakości handlowej artykułów rolno-spożywczych, która weszła w życie 1 stycznia 2003. Inspekcja powstała z połączenia Inspekcji Skupu i Przetwórstwa Artykułów Rolnych i Centralnego Inspektoratu Standaryzacji.

## Kierownictwo
- Przemysław Rzodkiewicz – Główny Inspektor Jakości Handlowej Artykułów Rolno-Spożywczych od 4 stycznia 2023[3]
- Agnieszka Sudoł – zastępca Głównego Inspektora Jakości Handlowej Artykułów Rolno-Spożywczych od 26 lipca 2021